# Vangueria chariensis
Vangueria chariensis är en måreväxtart som beskrevs av Auguste Jean Baptiste Chevalier och Robyns. Vangueria chariensis ingår i släktet Vangueria och familjen måreväxter. Inga underarter finns listade i Catalogue of Life.